# Teracotona submacula
Teracotona submacula är en fjärilsart som beskrevs av Walker 1855. Teracotona submacula ingår i släktet Teracotona och familjen björnspinnare. Inga underarter finns listade i Catalogue of Life.